# Emiratos Árabes Unidos en los Juegos Paralímpicos de Atlanta 1996
Los Emiratos Árabes Unidos estuvieron representados en los Juegos Paralímpicos de Atlanta 1996 por cinco deportistas masculinos. El equipo paralímpico emiratí no obtuvo ninguna medalla en estos Juegos.